# Brett Scott
Brett Scott es periodista, antropólogo y activista.  Autor de “The Heretic's Guide to Global Finance: Hacking the Future” (2013) y colaborador de las Naciones Unidas.

## Reseña biográfica
Licenciado en Antropología, se crio en Sudáfrica y después vivió en Londres para trabajar en la City como broker desde 2008, conociendo sus entresijos. Fue tras la caída de Lehman Brothers en 2008 cuando dio el paso y empezó a colaborar con ONGs, artistas, estudiantes y nuevas empresas, y a escribir artículos críticos sobre el mundo financiero y la digitalización en The Guardian, New Scientist, Wired Magazine, CNN.com y BBC
En 2013 publicó una guía alternativa del sistema financiero “The Heretic's Guide to Global Finance: Hacking the Future” que prevenía contra el creciente proceso de digitalización de los pagos y el abandono del uso de dinero en efectivo.  En este libro considera que la desaparición del dinero en efectivo supondrá un control total de lo que se compra, cuando y donde y de las personas que efectúan las compras. El activista está a favor de un sistema financiero de crédito mutuo entre comunidades que escape al control de los bancos centrales y comerciales.
En 2016 realizó el informe del Instituto de Investigación de las Naciones Unidas para el Desarrollo Social (UNRISD)sobre la tecnología blockchain y las criptomonedas. Es miembro sénior del Laboratorio de Innovación Financiera, asociado del Instituto de Banca Social, y miembro del grupo asesor de Brixton Pound.

## Publicaciones
- "Hackeando el futuro del dinero" (edición en español,2019)
- How Can Cryptocurrency and Blockchain Technology Play a Role in Building Social and Solidarity Finance? Informe para el Instituto de Investigación de las Naciones Unidas para el Desarrollo Social (UNRISD)